# 中央三井アセット信託銀行
中央三井アセット信託銀行株式会社（ちゅうおうみついアセットしんたくぎんこう、英: Chuo Mitsui Asset Trust and Banking Company, Limited）は、かつて存在した三井住友トラスト・ホールディングス傘下の信託銀行。機関投資家向けの年金信託および証券信託事業を主たる業務内容（いわゆるホールセール（法人向け）信託銀行）としていた。

## 概説

旧ロゴマーク

1995年12月に、さくら銀行のホールセール（法人向け）信託銀行子会社である、さくら信託銀行株式会社として設立。
2001年4月には、さくら銀行が住友銀行と合併し三井住友銀行として新たに発足したこともあり、同年6月にはさくら信託銀行の全株式を同じ三井グループである中央三井信託銀行に譲渡した。これにより同行の子会社とされた。
そして翌年2月には、中央三井信託銀行が会計上の理由から持株会社となったため、株式のすべてを新設した金融持株会社である三井トラスト・ホールディングスに譲渡し、持株会社の直接の子会社たる三井アセット信託銀行株式会社（当時）となり、商号変更した。また同年3月には、中央三井信託銀行が年金・証券部門を会社分割し、三井アセット信託銀行が承継した。
これにより、中央三井信託銀行がリテール信託やバンキング業務等を担い、三井アセット信託銀行が機関投資家向けの年金信託部門や証券信託部門を担うこととなり、グループ内での分業体制が明確化された。
2007年10月1日に、持株会社名を中央三井トラスト・ホールディングスに変更するのにあわせて、三井アセット信託銀行株式会社から中央三井アセット信託銀行株式会社に商号変更した。
2012年4月1日に、住友信託銀行に吸収合併され、解散した。合併後の社名は、三井住友信託銀行株式会社。